# Olu Dara
Olu Dara, nato Charles Jones III (Natchez, 12 gennaio 1941), è un chitarrista, trombettista e cantante statunitense.

## Biografia
La sua famiglia è di origini nigeriane ed è di etnia Yoruba. Si fa un nome come musicista jazz suonando con artisti d'avanguardia come David Murray e Henry Threadgill.
Il suo primo disco solista, "In the World: From Natchez to New York" (1998), svela il lato più folk di Olu Dara. L'album è infatti un mix di jazz, blues, folk, strumenti della tradizione africana e funk. Il secondo album, "Neighborhoods", uscito nel 2001, segue lo stesso concept.
Il nome di Olu Dara è noto anche alle generazioni che erano giovani negli anni 90, grazie alle sue collaborazioni con il figlio, il rapper Nas. Accompagna Nas con la sua cornetta nel brano Life's a Bitch, presente nel disco di debutto "Illmatic" (1994) e nel 2004 suona e canta con il figlio nel singolo Bridging the Gap, arrivato anche in classifica.

## Curiosità
È un pastore Yoruba a dargli il nome "Olu Dara" dopo un viaggio in Africa ed Europa.

## Discografia
- In the World: From Natchez to New York (1998)
- Neighborhoods (2001)